# Opisthoncus parcedentatus
Opisthoncus parcedentatus là một loài nhện trong họ Salticidae.
Loài này thuộc chi Opisthoncus. Opisthoncus parcedentatus được Ludwig Carl Christian Koch miêu tả năm 1880.